# Jak Wolność To Wolność
Jak Wolność To Wolność – polski zespół muzyczny założony na początku lat 90.
Założycielami zespołu byli Wiesiek Orłowski, Małgorzata Sobczyk i Maciek Pietraho. Początkowo grupa działała pod nazwą Szczęśliwy Zbieg Okoliczności. Muzycy ostatecznego składu spotkali się pod koniec 1996 r. podczas prób muzycznych przed nagrywaniem ścieżki dźwiękowej do filmu Gnoje.
Pierwszą płytę  – Jak Wolność to Wolność – grupa wydała pod koniec 1997 roku, została ona wznowiona w 1999 pod tytułem Złoty łańcuszek. Kolejny album, Honorowi dawcy krwi, został zarejestrowany pod koniec 2000 r. Producentem muzycznym tej płyty był Wojciech Waglewski, który pojawił się na niej również jako gościnny gitarzysta. Album został nominowany do nagrody Fryderyków 2001 w kategorii piosenka autorska.

## Muzycy
- Małgorzata „Kasia” Sobczyk – śpiew
- Elżbieta Misiak – akordeon
- Wiesław Orłowski (zmarły 1 lutego 2010) – gitara, śpiew
- Maciej Pietraho – sajgonka, śpiew
- Maciej Sosnowski – perkusja
- Igor Buszkowski – gitara basowa, chórki
- Jarosław Denis – gitara elektryczna, chórki

## Dyskografia
- Jak Wolność to Wolność (Złoty łańcuszek)[2]  (1997, FolkTime; 1999 Pomaton EMI)
- Honorowi dawcy krwi (2001, Pomaton EMI)